# 行中書省

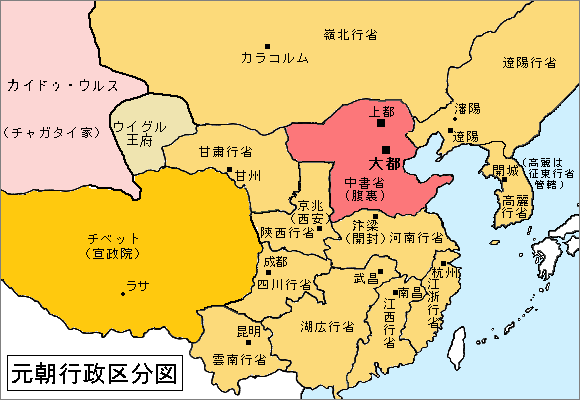
元の行中書省の配置

行中書省（こうちゅうしょしょう）は、モンゴルの王朝元が中国の地方統治の最高単位として設置した行政機関。行省（こうしょう）ともいう。現在の中国における地方行政の最高単位である省は、元の行省に由来している。

## 制度
元の国制では、中書省は、六部を統括する中央政府の最高行政機関でありるとともに、首都圏（腹裏、モンゴル語：コル）の施政を担当したのに対し、行省は、地方において中書省の業務を中央政府の出先機関として代行するものである。時期によっては、中書省ではなく尚書省(中央財務行政官庁)の出先機関に位置づけられて行尚書省（こうしょしょしょう）とも呼ばれた。ただし命令系統上は、中書省と同等に皇帝（カアン）に直属し、長官は、中書省と同様に丞相（モンゴル語 : チンサン）および平章政事（モンゴル語 : ピンチャン）と称し、幹部には右丞相・左丞相・平章政事・右丞・左丞・参知政事などが置かれ、右丞相が首席長官であった。
　元の地方制度では、腹裏(コル)の中書省と地方の各行省は、管轄する路(県・州の上にある地方行政単位)の上級機関としてその政務を統括した。管轄地域内における銭糧・兵甲・屯種・漕運・軍国の重事でおよそ預からないところはないとされる。
　行省の数は最多で11にのぼる。行中書省は本来、前線における政治と軍事を統括するために設置される機関であったので、軍事行動の都合にあわせて設置された。例えば、1280年に日本に対する侵攻（元寇）目的で設置された征東等処行中書省は、属国である高麗と直轄領の遼東を管轄し、侵攻の準備と徴発を担当した。翌1281年の侵攻（弘安の役）が終わると征東行省は解散されるが、1283年に第2次の征東行省、1285年に第3次の征東行省が設置され、1287年には常設機関となった。第1次・第2次では高麗国王が次官の左丞相に任命されたが、第3次では無官、常設以降は国王就任後に年数を経て任命される様になった。その後、征東行省は元朝末期まで存続、元の高官を長官として高麗行省を管轄支配した。
　中書省のほか、軍政機関である枢密院、監察機関である御史台も、地方に皇帝直属の出先機関を持ち、それぞれ行枢密院、行御史台と呼ばれたが、その数は行中書省よりも少ない。

## 沿革
「行省」の名称自体は元朝よりも古く、金の時代に中央政府の最高政務担当機関である尚書省の高官が軍を率いて地方に出征したとき、臨時に尚書省の地方出先機関として機能したその幕営が行省と称された。金を滅ぼしたモンゴル帝国にもこの名称が受け継がれ、中国の華北や、中央アジアのオアシス農耕地帯などのモンゴルが征服した定住民居住地域において、モンゴルに帰服した現地人のエリートを官僚に採用してつくらせた徴税・施政機関のことを、金の行省の制になぞらえて漢文では行尚書省あるいは行省と呼んだ。
グユクの死後、帝位をオゴデイ家から奪ったトルイ家のモンケは、地方出先行政機関の行尚書省を改革し、中国担当の燕京行尚書省、中央アジア担当のビシュバリク等処行尚書省、アム川以西のイラン方面担当のアム河等処行尚書の3行尚書省が設置された。
1259年のモンケの急死後、アリクブケとクビライの間でカアンの後継者を巡る争い（モンゴル帝国帝位継承戦争）が起こると、モンケに随行していた官僚たちは首都カラコルムに入ってアリクブケの側に就いた。一方、1260年に内モンゴルでアリクブケに対抗するカアンに即位していたクビライは、自派のモンゴル貴族と官僚を構成員として、新たに正式の行政機関として中書省を立てる。
それまでモンゴル帝国の国制では、中書省と呼ばれる機関はカアンの宮廷に付属された書記官（ビチクチ）による中央政府の文書・財務行政処理部局のことであったが、クビライの中書省は唐から金までの尚書省の機能を吸収し、中国の制度にならって新設された六部を配下において秘書・書記機関として命令書の起草から行政機関としての六部の統括までを一手に担う中央の最高行政機関として整備された。そして同年に南宋との最前線である四川に秦蜀行中書省事が任命されて以来、前線で働く将軍に行中書省事の肩書きが与えられ、行中書省と称される彼らの幕営が前線における全権を担うようになった。
クビライの統治が安定するとともに、行中書省は常設の官僚機構として整備されるとともに、首都圏である大都・上都を中心とした腹裏（コル）を除き、クビライの支配が及ぶ地域全てをくまなく管轄できるよう増設が繰り返され、モンゴル帝国下の漢人地域にクビライが建てた大元の地方行政制度として定着する。当初の行中書省事には多く漢人の軍人や官僚があてられたが、制度が整うとモンゴル貴族や色目人官僚から行中書省の丞相や平章政事に任命される者も増えた。